# NGC 7660
NGC 7660 is een elliptisch sterrenstelsel in het sterrenbeeld Pegasus. Het hemelobject werd op 5 september 1828 ontdekt door de Britse astronoom John Herschel.

## Synoniemen
- UGC 12594
- MCG 4-55-12
- ZWG 476.35
- PGC 71413